# عبد الله بن أحمد بامخرمة
عبد الله بن أحمد بامخرمة (833 - 903 هـ) فقيه ومفتي وعالم اشتهر بالفتوى والتدريس وفعل الخير. كان آمرًا بالمعروف ناهيا عن المنكر لا يراعي في الحق أحد، ولا يخاف في الله لومة لائم. وكان مهابًا في زمانه تجلّه الملوك ويمتثلون لأوامره. وولي قضاء عدن مدة يسيرة. وكان من العلوم بحيث يقضى له في كل فن بالجميع. وصار عمدة يُرجع إلى قوله.

## نسبه
عبد الله بن أحمد بن علي بن أحمد بن إبراهيم بامخرمة السيباني الحميري.

## مولده ونشأته
ولد ببلدة الهجرين بحضرموت ليلة الأربعاء الثاني عشر من شهر رجب سنة 833 هـ. وربى يتيما في حجر أمه، وكفله خاله أبو بكر باقضام. حفظ القرآن، ودأب واجتهد، وبرع في سائر العلوم، ثم حج من بلده ماشيا طريق البر سنة 853 هـ، فلما رجع من الحج دخل عدن وتفقّه على محمد بن مسعود باشكيل، ومحمد بن أحمد باحميش. ودخل شبام حضرموت فأجاز له عالمها عبد الرحمن بن عمر باهرمز إجازة عامة، وقرأ على محمد بن مسعود باشكيل كثيرا من كتب الحديث والتفسير وغيرها فأجاز له إجازة عامة في جميع أنواع العلوم، وزوّجه القاضي أبو شكيل ابنته. وصحب عمر بن عبد الرحمن صاحب الحمراء، وأحمد بن محمد العمودي صاحب قيدون، وكان له فيهما عقيدة وحسن ظن.

## تلاميذه
وقرأ عليه جمع كثير صاروا أئمة أكابر منهم:
| - عبد الله بن عبد الرحمن بافضل - محمد بن عمر باقضام | - عثمان بن محمد العمودي - عمر بن أحمد باكثير | - محمد بن عمر بحرق - علي بن زيد الشرعبي | - عمران بن بشر الحبلي - محمد بن علي العفيف |

## توليه القضاء
كلفه الملك علي بن طاهر قضاء عدن، فدام قريب أربعة أشهر، وكان في خلقه حدّة، فخرج من عدن متخفّيا متبرما من القضاء، وقصد الشحر فأكرمه واليها السلطان جعفر بن عبد الله بن علي الكثيري وصحبه، وكان بينهما ألفة أكيدة ومودة شديدة، ثم رجع إلى عدن وقد تولّى القضاء بها القاضي عبد الرحمن بن عبد العليم القماط، ولم يزل يتردّد بين الشحر وعدن وأكثر إقامته بعدن.

## مؤلفاته
ومن مصنفاته:
| - نكت على «جامع المختصرات» للنشائي - نكت على «ألفية ابن مالك» - شرح على «ملحة الإعراب» للحريري | - شرح «منظومة ابن الياسمين» في الجبر والمقابلة - فتاوى مجموعة رتبها على أبواب الفقه - رسائل في علم الهندسة |

## وفاته
توفي ليلة الاثنين سحرًا لتسع بقين من شهر المحرم سنة 903 هـ، ودفن بتربة الشيخ جوهر الجندي قبالة ضريح شيخه محمد بن مسعود باشكيل.

### استشهادات
1. ↑  الديبع، عبد الرحمن بن علي (1983). القضل المزيد على بغية المستفيد في أخبار مدينة زبيد (PDF). بيروت، لبنان: دار العودة. ص. 238.
2. ↑  الزركلي، خير الدين (2002). الأعلام (PDF). بيروت، لبنان: دار العلم للملايين. ج. الجزء الرابع. ص. 68. مؤرشف من الأصل (PDF) في 2021-07-29.
3. ↑  المقحفي، إبراهيم أحمد (1422 هـ). معجم البلدان والقبائل اليمنية. صنعاء، اليمن: دار الكلمة. ج. الجزء الثاني. ص. 1451. {{استشهاد بكتاب}}: تحقق من التاريخ في: |تاريخ= (مساعدة)
4. ↑  ابن حميد الكندي، سالم بن محمد (1424 هـ). تاريخ حضرموت المسمى بالعدة المفيدة الجامعة لتواريخ قديمة وحديثة. صنعاء، اليمن: مكتبة الإرشاد. ج. الجزء الأول. ص. 153. {{استشهاد بكتاب}}: تحقق من التاريخ في: |تاريخ= (مساعدة)
5. ↑  السقاف، عبد الرحمن بن عبيد الله (1425 هـ). إدام القوت في ذكر بلدان حضرموت (PDF). بيروت، لبنان: دار المنهاج. ص. 417. {{استشهاد بكتاب}}: تحقق من التاريخ في: |تاريخ= (مساعدة)
6. ↑  السخاوي، محمد بن عبد الرحمن (1412 هـ). الضوء اللامع لأهل القرن التاسع. بيروت، لبنان: دار الجيل. ج. الجزء الخامس. ص. 8. مؤرشف من الأصل في 29 يوليو 2021. {{استشهاد بكتاب}}: تحقق من التاريخ في: |تاريخ= (مساعدة)
7. ↑  ابن العماد، عبد الحي بن أحمد (1414 هـ). شذرات الذهب في أخبار من ذهب (PDF). دمشق، سوريا: دار ابن كثير. ج. الجزء العاشر. ص. 30. {{استشهاد بكتاب}}: تحقق من التاريخ في: |تاريخ= (مساعدة)
8. ↑  بافقيه، محمد بن عمر الطيب (1419 هـ). تاريخ الشحر وأخبار القرن العاشر. صنعاء، اليمن: مكتبة الإرشاد. ص. 25. مؤرشف من الأصل في 2021-07-22. {{استشهاد بكتاب}}: تحقق من التاريخ في: |تاريخ= (مساعدة)
9. ↑  الحبشي، عبد الله بن محمد (1425 هـ). مصادر الفكر الإسلامي في اليمن. أبوظبي: المجمع الثقافي. ص. 230. {{استشهاد بكتاب}}: تحقق من التاريخ في: |تاريخ= (مساعدة)
10. ↑  شنبل، أحمد بن عبد الله (1424 هـ). تاريخ شنبل. صنعاء، اليمن: مكتبة صنعاء الأثرية. ص. 215. {{استشهاد بكتاب}}: تحقق من التاريخ في: |تاريخ= (مساعدة)
11. ↑  البريهي، عبد الوهاب بن عبد الرحمن (1414 هـ). طبقات صلحاء اليمن المعروف بتاريخ البريهي (PDF). صنعاء، اليمن: مكتبة الإرشاد. ص. 337. مؤرشف من الأصل (PDF) في 2021-07-29. {{استشهاد بكتاب}}: تحقق من التاريخ في: |تاريخ= (مساعدة)